# Мерхар, Станислас
Станислас Мерхар (фр. Stanislas Merhar; род. 23 января 1971, Париж, Франция) — французский актёр.

## Биография
Станислас Мерхар родился в Париже, его отец театральный режиссёр и родом из Словении, а мать журналист. В течение пяти лет учился играть на фортепиано в Нормальной школе музыки и работал, занимаясь нанесением позолоты на древесину. Карьеру в кино начал в 1997 году, сыграв главную роль в фильме «Сухая чистка». За эту роль премию «Сезар» как самый многообещающий актёр. Благодаря фильму «Пленница» Шанталь Акерман стал известным, а затем играл главные роли в фильмах «Фрэнк Спадоне» и «Адольф».

## Избранная фильмография
- 1997: Сухая чистка / Nettoyage à sec
- 1998: Граф Монте-Кристо (телесериал) / Le Comte de Monte-Cristo — Альбер де Морсер
- 1999: Письмо / La Lettre
- 1999: Неистовые / Furia
- 2000: Пленница / La Captive
- 2002: Спасибо, доктор Рей / Merci Docteur Rey
- 2005: Искусство красиво расставаться / Un fil à la patte
- 2011: Искусство любить / L'Art d'aimer
- 2012: Безумие Альмейера / La Folie Almayer
- 2014: Розенн / Rosenn
- 2015: В тени женщин / L'Ombre des femmes
- 2017: Мадам (фильм, 2017) / Madam
- 2020: Город мошенников / Bronx